# Bressaucourt
Bressaucourt (toponimo francese) è una frazione di 426 abitanti del comune svizzero di Fontenais, nel Canton Giura (distretto di Porrentruy).

## Storia

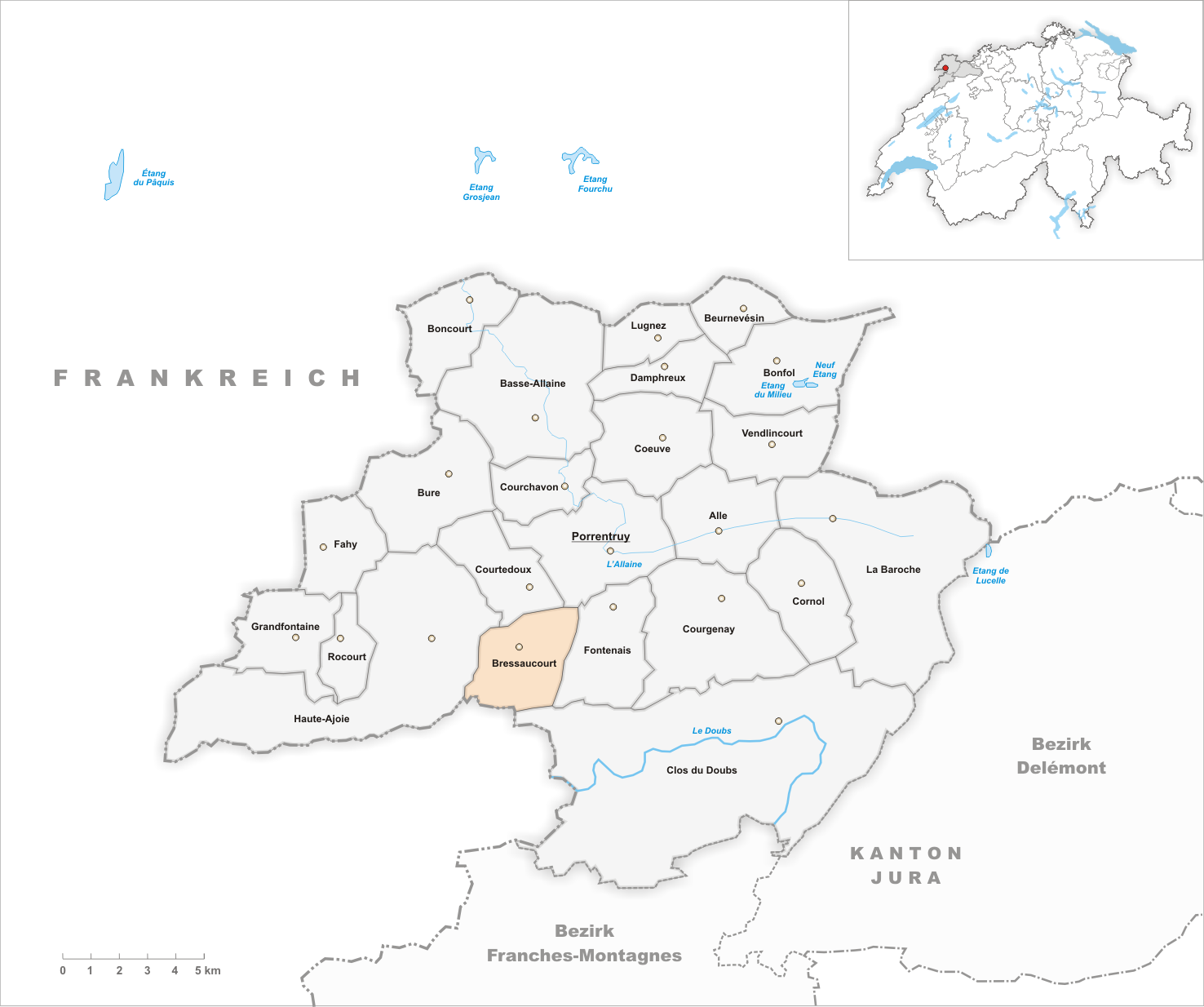
Il territorio del comune di Bressaucourt prima degli accorpamenti comunali del 2013

Già comune autonomo che si estendeva per 9,49 km², il 1º gennaio 2013 è stato accorpato al comune di Fontenais.

## Monumenti e luoghi d'interesse

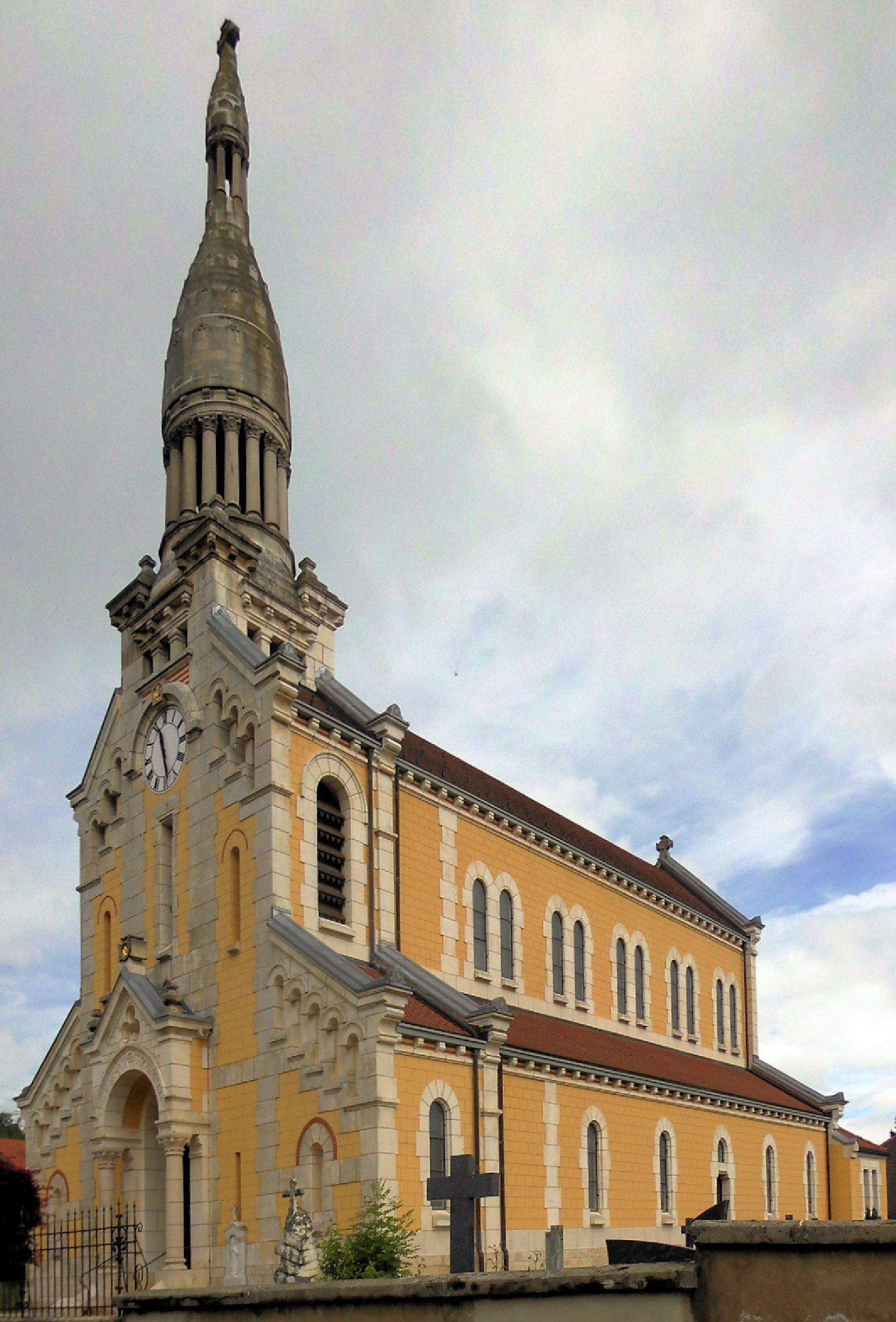
La chiesa di Santo Stefano

- Chiesa cattolica di Santo Stefano, ricostruita nel 1893-1894[1].

## Società

### Evoluzione demografica
L'evoluzione demografica è riportata nella seguente tabella:
Abitanti censiti

## Amministrazione
Dal 1852 comune politico e comune patriziale erano uniti nella forma del commune mixte.